# 괌 풋살 국가대표팀
괌 풋살 국가대표팀은 괌을 대표하는 풋살 국가대표팀이다.